# Aproximante alveolar
La aproximante alveolar (a veces llamada R inglesa) es un tipo de sonido consonántico usado en algunos idiomas. El símbolo en el alfabeto fonético internacional que representa la aproximante alveolar y postalveolar es ⟨ɹ⟩, una letra minúscula r girada 180 grados. El símbolo equivalente en X-SAMPA es ⟨r\⟩.

## Características
La aproximante alveolar posee las características siguientes:
- Su modo de articulación es aproximante, lo que significa que se produce por el acercamiento del tracto vocal al lugar de la articulación, pero no lo suficiente como para producir una corriente de aire turbulento.
- Su punto de articulación es alveolar, lo que significa que se articula con el ápice o con la lámina de la lengua, según sea apical o laminal, en la cresta alveolar.
- Su fonación es sonora, lo que significa que las cuerdas vocales vibran durante la articulación.
- Es una consonante oral, lo que significa que se permite que escape el aire solamente a través de la boca.
- Es una consonante central, que significa que se produce por la dirección de la corriente de aire a lo largo del centro de la lengua, en lugar de a los lados.
- El mecanismo de flujo de aire es pulmonar, lo que significa que se articula empujando el aire únicamente con los pulmones y el diafragma, como en la mayoría de los sonidos.

## Ocurrencia
| Idioma     | Idioma                            | Palabra         | AFI           | Significado     | Notas |
| ---------- | --------------------------------- | --------------- | ------------- | --------------- | --- |
| Armenio    | Oriental                          | սուրճ           | [suɹtʃ]       | ‘café (bebida)’ | |
| Birmano    | Birmano                           | တိရစ္ဆာန်           | [təɹeɪʔsʰàɴ]  | ‘animal’        | Ocurre solo en palabras extranjeras, principalmente del pali o del inglés. |
| Chukoto    | Chukoto                           | ңирэк           | [ŋiɹek]       | ‘dos’           | |
| Neerlandés | Central                           | doo'r'          | [doə̯ɹ]        | ‘a través’      | Alófono de [r ~ ɾ ~ ʀ] al final de la sílaba para algunos hablantes. |
| Neerlandés | Occidental                        | doo'r'          | [doə̯ɹ]        | ‘a través’      | Alófono de [r ~ ɾ ~ ʀ] al final de la sílaba para algunos hablantes. |
| Neerlandés | Leiden                            | 'r'at           | [ɹat]         | ‘rata’          | Dialecto de esta ciudad que, a diferencia de otros, usa [ɹ] para cada ocurrencia de /r/. |
| Inglés     | Algunos dialectos Estadounidenses | 'r'ed           | [ɹ̠ʷɛd]ⓘ       | ‘rojo’          | Con frecuencia retraído y labializado. En variedades no róticas, ocurre únicamente antes de una vocal. También puede ser una aproximante retrofleja labializada; corresponde a una vibrante alveolar múltiple o simple en otros pocos dialectos. Por conveniencia es con frecuencia transcrito ⟨r⟩. Véase Fonología del inglés.       |
| Inglés     | Australiano                       | 'r'ed           | [ɹ̠ʷɛd]ⓘ       | ‘rojo’          | Con frecuencia retraído y labializado. En variedades no róticas, ocurre únicamente antes de una vocal. También puede ser una aproximante retrofleja labializada; corresponde a una vibrante alveolar múltiple o simple en otros pocos dialectos. Por conveniencia es con frecuencia transcrito ⟨r⟩. Véase Fonología del inglés.       |
| Inglés     | Pronunciación recibida británica  | 'r'ed           | [ɹ̠ʷɛd]ⓘ       | ‘rojo’          | Con frecuencia retraído y labializado. En variedades no róticas, ocurre únicamente antes de una vocal. También puede ser una aproximante retrofleja labializada; corresponde a una vibrante alveolar múltiple o simple en otros pocos dialectos. Por conveniencia es con frecuencia transcrito ⟨r⟩. Véase Fonología del inglés.       |
| Feroés     | Feroés                            | 'r'óðu'r'       | [ɹɔuwʊɹ]      | ‘timón’         | |
| Alemán     | Westerwald                        | 'R'ebe          | [ˈɹeːbə]      | ‘sarmiento’     | La mayoría de los otros dialectos usan una fricativa uvular sonora o vibrante múltiple uvular. Véase Fonología del alemán. |
| Alemán     | Siegerland                        | 'R'ebe          | [ˈɹeːbə]      | ‘sarmiento’     | La mayoría de los otros dialectos usan una fricativa uvular sonora o vibrante múltiple uvular. Véase Fonología del alemán. |
| Alemán     | Silesiano                         | 'R'ebe          | [ˈɹeːbə]      | ‘sarmiento’     | La mayoría de los otros dialectos usan una fricativa uvular sonora o vibrante múltiple uvular. Véase Fonología del alemán. |
| Alemán     | Central Oriental                  | 'R'ebe          | [ˈɹeːbə]      | ‘sarmiento’     | La mayoría de los otros dialectos usan una fricativa uvular sonora o vibrante múltiple uvular. Véase Fonología del alemán. |
| Griego     | Griego                            | μέ'ρ'α (mé'r'a) | [ˈmɛɹɐ]       | ‘día’           | Alófono de /r/ en habla rápida o casual. Véase Fonología del griego moderno. |
| Igbo       | Igbo                              | 'r'í            | [ɹí]          | ‘comer’         | Postalveolar. |
| Portugués  | Grande São Paulo                  | pe'r'mitir      | [pe̞ɹmiˈtɕiɾ]  | ‘permitir’      | Algunas o todas las /ɾ/ pueden ser gutturales o aproximantes, variando en el hablante, aunque es más probable que sea aspirada o no pronunciada, todo en vez de que sea una aproximante entre los hablantes nativos cuando está al final de la sílaba.                                                                                |
| Portugués  | Centro-Sur                        | amo'r'          | [aˈmoɹ]       | ‘amor’          | Alófono de [ɾ ~ ʁ] al final de la sílaba. También puede ser retrofleja, postalveolar o rotica. La mayoría de los finales de sílaba róticos en portugués brasileño coloquial suelen omitirse. |
| Portugués  | Brasileño general                 | ma'r'keting     | [ˈmaɹke̞tɕĩ]   | ‘mercadotecnia’ | Alófono de [ɾ ~ ʁ] en palabras extranjeras recientemente añadidas, usada aún por muchos hablantes que no usan al final de la sílaba cualquier approximante alveolar, postalveolar o retrofleja in palabras nativas. Varía individualmente. Generalmente no al principio de la sílaba o al final de la frase ejemplo trailer ˈtɾejle̞ʁ. |
| Español    | Algunos dialectos                 | doscientos      | [do̞ɹˈθje̞nto̞s] | -               | Alófono de /s/ al final de la sílaba. Véase Fonología del español. |
| Español    | Beliceño                          | invierno        | [imˈbjeɹno]   | -               | Posible realización de /r/ en codas silábicas. |
| Español    | Puertorriqueño                    | invierno        | [imˈbjeɹno]   | -               | Posible realización de /r/ en codas silábicas. |
| Sueco      | Sueco                             | sta'r'kast      | [ˈstaɹːkast]  | ‘más fuerte’    | Algunos dialectos. |
| Vietnamita | Saigón                            | 'r'a            | [ɹa]          | ‘salir’         | En libre variación con la vibrante alveolar simple, vibrante múltiple alveolar sonora y /ʐ/. |
| Zapoteca   | Tilquiapan                        | rdɨ             | [ɹd̪ɨ]         | ‘pasar’         | Alófono de /ɾ/ antes de cualquier consonante. |

[ɹ] ocurre en edo, fula, Murinh-patha, y palauano, como un alófono de otras consonantes róticas.